# Valdeprado (Castiglia e León)
Valdeprado è un comune spagnolo di 9 abitanti situato nella comunità autonoma di Castiglia e León.
Dal punto di vista gerarchico della Chiesa cattolica fa parte della diocesi di Osma, che, a sua volta, fa parte della Arcidiocesi di Burgos.
Il comune comprende la località di Castillejo de San Pedro.

## Geografia fisica
Ha una superficie di 31,92 km².

## Storia
A metà del XIX secolo il comune incorpora Castillejo de San Pedro, frazione con tre abitanti.
Nel censimento del 1842 aveva 41 case e 170 abitanti. Il 1º gennaio 2010 la popolazione era di 18 persone divide nelle due frazioni, undici uomini e sette donne.